# Dimenoksadol
Dimenoksadol – organiczny związek chemiczny stosowany jako syntetyczny lek opioidowy. Jest objęty Jednolitą konwencją o środkach odurzających z 1961 roku (wykaz I). W Polsce jest w wykazie I-N Ustawy o przeciwdziałaniu narkomanii.